# 청춘행진곡
《청춘행진곡》은 대한민국의 방송국 문화방송에서 방영되었던 코미디 프로그램으로, KBS의 유머 1번지하고 양대산맥 격이었다.
1984년 4월 29일에 《청춘만만세》라는 타이틀로 첫방송을 시작하여 1988년 11월 21일 《청춘행진곡》으로 이름을 바꾸어 1992년 3월 30일까지 매주 월요일 저녁 7시에 방송했다.
청춘행진곡이 92년 3월 폐지된 뒤 한동안 MBC의 코미디 프로그램은 전무했었다가 그 해 가을개편 때 《오늘은 좋은 날》하고  《웃으면 복이 와요》 로 부활됐으며 《청춘행진곡》은 1989년 가을개편부터 MC를 맡아 온 정재환 등 핵심멤버들이 1991년 가을 SBS로 떠난 뒤 하락세를 보여왔는데 1989년 TV 개그맨 콘테스트 3기 출신 김종하 김완섭이 1991년 10월 7일부터 정재환의 후임으로 들어왔고 이 과정에서 <서세원의 스타데이트> 코너는 <김보화의 스타데이트>로 바뀌기도 했는데 김보화는 당시 임신 9개월 때문에 1991년 11월 11일까지 출연한 뒤 몸조리에 들어갔으며 당시 김보화의 후임으로는 김승현이 들어왔다.
이후, 1992년 1월 20일부터 코너를 대폭 물갈이한 동시에 김승현이 후임으로 들어온 한편 줄곧 KBS에서 활동한 전유성이 '나도 개그맨' '청춘 초대석' 코너를 통해 데뷔 뒤 처음으로 MBC 코미디 프로그램 출연을 했는데 정재환 등 핵심 개그맨들의 공백 때문에 성적 부진을 면치 못하자 전유성이 1992년 2월 10일 방영분을 끝으로 '나도 개그맨' '청춘 초대석' 코너에서 빠졌으며 당시 '나도 개그맨'에서 전유성 자리에는 보조 진행자 김승현이, 김승현 자리에는 가수 김흥국, '청춘 초대석' 코너에서 전유성 자리에는 보조 MC 김승현, 김승현 자리에는 박세민이 후임으로 들어왔다.

## 주요 출연자
나열 순서는 가나다 순.
- 강석
- 김병조 (1991년 12월 SBS로 이적하면서 하차) (어찌하오리까 [청춘 만만세], 이동 중계차 [청춘 만만세], 소문난 집 [청춘 만만세], 청춘보감 [청춘 만만세], 짱구네 집, 잠깐 퀴즈쇼)
- 김복배
- 김성은 (청춘 교실)
- 김영하 (청춘 교실)
- 김완섭 (좌우로 정렬: 잘생긴 헌병)
- 김종석 (710 수사대[청춘 만만세])
- 김은태 (해당 프로그램 폐지 후 SBS 이적)( 시몬과 구르몽에서 구르몽)
- 김정렬 (청춘 인터뷰 [청춘 만만세], 촉새 대감 [청춘 만만세], 젊은이의 광장 [청춘 만만세], 예언가 식당 [청춘 만만세], 좌우로 정렬, 노인 학교, 황야에 뜨는 별)
- 김종하 (사랑의 낙서) (좌우로 정렬: 날카롭게 생긴 헌병)
- 김창준 (해당 프로그램 폐지 후 SBS 이적) (명작 순례 [청춘 만만세], 사발꽃 당신 [청춘 만만세], 청춘 교실)
- 김보화 (소문난 집 [청춘 만만세], 보화의 계절 [청춘 만만세], 명작 순례 [청춘 만만세], 바보 온달과 평강 공주 [청춘 만만세], 김보화의 스타 데이트)
- 박미선 (1991년 10월 SBS로 이적하면서 하차) (노인 학교, 청춘 교실)
- 박세민 (팝 비디오 쇼 [청춘 만만세], 세계의 풍속 [청춘 만만세], 잊을 수 없는 그 사람, 윤발이라 불리우는 사나이, 세민이랑 복배랑, 세민이랑 보화랑, DJ에게 물어봐 등 다수)
- 서세원 (1991년 12월 SBS로 이적하면서 하차) (서빌라이 [청춘 만만세], 지세왕 [청춘 만만세], 서세원의 스타 데이트, 잠깐 퀴즈쇼)
- 김은우 (1991년 12월 SBS로 이적하면서 하차)
- 서승만
- 신경숙 (청춘 교실: 뚱녀)
- 이경규 (청춘 인터뷰 [청춘 만만세], 지세왕 [청춘 만만세], 도전시대, 맹부장 꽁과장)
- 이규혁
- 이기철 (710 수사대[청춘 만만세])
- 이영자 (신부교실)
- 이옥주 (1991년 12월 SBS로 이적하면서 하차)(좌우로 정렬: 백제 여군)
- 이웅호 (해당 프로그램 폐지 후 SBS 이적)
- 이원승 (해당 프로그램 폐지 후 개그 프로그램 은퇴)(710 수사대 [청춘 만만세], 황야에 뜨는 별, 원숭이 나라, 요리조리)
- 이재포 (좌우로 정렬 신라 군인, 장군의 손자)
- 故 이하원 (오마데우스 [청춘 만만세], 올림픽 영어 [청춘 만만세], 황야에 뜨는 별)
- 이현주 (해당 프로그램 폐지 후 SBS 이적) (사발꽃 당신 [청춘 만만세], 짱구네 집)
- 이홍렬 (일본 유학으로 하차)(어찌하오리까 [청춘 만만세], 촉새 대감 [청춘 만만세], 이홍렬의 가요 나들이 [청춘 만만세], 사랑이란 [청춘 만만세], 맹부장 꽁과장)
- 이휘재 - 청춘행진곡이 거의 종료되는 시점에 잠깐 출연.
- 전유성 (1992년 1월부터 합류)
- 전정희
- 정부미
- 정재윤
- 정재환 (1991년 12월 SBS로 이적하면서 하차) (장군의 손자, 황야에 뜨는 별, 앉아서 얘기합시다)
- 조정현 (커피 [청춘 만만세], 우리 집 남자는 아무도 못말려, 청춘 교실)
- 주병진 (예언가 식당 [청춘 만만세])
- 최병서 (이동 중계차[청춘 만만세], 오마데우스[청춘 만만세], 소문난 집[청춘 만만세], 청춘 살롱 [청춘 만만세], 병팔이랑 민지랑 {Feat. 최형선} <병팔이랑 갑경이랑 {조갑경와 함께 출연}>)
- 최홍림 (청춘 교실)
- 한월순
- 황기순 (바보 온달과 평강 공주 [청춘 만만세], 도전시대, 맹부장 꽁과장)
- 배영만 (황야에 뜨는 별)
- 노유정 ETC
- 故 남보원

## 주요 코너
청춘행진곡은 한 프로그램당 여러 코너를 방영하였다. 청춘만만세에서 방영한 프로그램은 기울임체로 표시한다.
- 윤발이라 불리우는 사나이 (출연 : 박세민)
- 팝비디오쇼 (출연 : 박세민, 김기덕)
- DJ에게 물어봐 (출연 : 박세민)
- 병팔이랑 갑경이랑 / 병팔이랑 민지랑(출연 : 최병서, 조갑경, 최형선)
- 좌우로 정렬(출연 : 연합군 지휘관(김정렬), 고구려측 병사( ㅇㅇㅇ, 배영만), 현병: (김종하, 김완섭) ,백제측 병사(김상호, 이옥주→임종국), 신라측 병사( 이제포, 이하원)
- 지하실의 멜로디(전도협) (출연 : 서세원, 정재환 등)
- 스타데이트(출연: 서세원 -> 김승현)
- 청춘교실(출연 : 김창준, 박미선, 김성은, 신경숙, 최홍림)
- 앉아서 얘기합시다.
- 고민을 해결해 드립니다.(출연 : 박세민)
- 신부교실(출연 : 이영자)
- 장군의 손자들 (출연 : 정재환. 이재포)

## 주요 유행어
- 병사들 얼레리 꼴레리~ 서세원 (낮은 저음으로) 메-------롱
  - 서빌라이코너에서 쓰던 유행어.
- 뻥이야
  - 1990년 코미디언 김영하가 만들어낸 유행어로 현재까지 자주 쓰이고 있는 말이 되었다.
- 한 방이면 끝나!
  - 당시 청춘교실에서 뚱녀로 유명했던 신경숙이 만들어낸 유행어이다.
- 숭구리 당당 수구수구 당당~
  - 좌우로정렬이라는 코너에서 김정렬이 만들어낸 유행어이다.
- 알라뷰~
  - 이영자가 신부수업에서 만들어낸 유행어이다.
- 수고랄께 뭐 있겠습니까? 으흐흐흐흐~
  - 서승만이 스타데이트에서 객관식 출제자로 등장한 유행어이다.
- 누구도 피해갈수 없는길 길가다가 발목삔길 객관식시간이 돌아왔습니다.
  - 스타데이트에서 서세원이 객관식 출제자를 소개할 때 쓰는 유행어이다.
- 저저는 저저는 에이 까먹었네!
  - 장군의 손자들에서 이재포가 무슨말을 해야될 지 기억이 안 날때 하는 말.

## 같이 보기
- 유머 1번지 (KBS)
- 쇼 비디오 자키 (KBS)